# Catarina Portas
Catarina de Sousa Lobo Martins Portas (Lisboa, 1969) é uma jornalista e empresária portuguesa.

## Biografia
É filha do arquitecto Nuno Portas e de sua segunda mulher Margarida Maria Gomes de Sousa Lobo, enteada de Afonso Howell e meia-irmã dos políticos Miguel Portas e Paulo Portas.
Tornou-se jornalista em 1988 e trabalhou em rádio (Correio da Manhã Rádio e Rádio Comercial) e televisão, primeiro na RTP (Onda Curta, Falatório, Raios e Coriscos e Frou Frou) e depois na SIC (No Sofá Vermelho). Na imprensa escrita, foi redactora de O Independente, da Marie Claire (onde ganhou os prémios Gazeta/Revelação, do Clube de Jornalistas, e Revelação/Reportagem, do Clube Português de Imprensa) e colaborou com o Diário de Notícias. Foi cronista do Público, onde assinou a coluna A Feira da Ladra entre 2007 e 2009.
Participou nos lançamentos da Moda Lisboa e do Instituto das Artes do Ministério da Cultura. Publicou dois livros: Olivais: retrato de um bairro (com Helena Torres e fotografias de Adriana Freire) e Goa: história de um encontro (com fotografias de Inês Gonçalves). Realizou o documentário Bruta Flor do Querer, vencedor do Prémio de Melhor Curta-Metragem Documental nos XII Encontros Internacionais de Cinema Documental 2001.
Em Dezembro de 2009 foi eleita pela revista Monocle um dos vinte nomes a nível mundial que merecem um palco maior, e integrou a lista de talentos globais que ditam as tendências do futuro da revista Wallpaper em Janeiro de 2011.
Descreve-se como uma "lisboeta irrequieta" e "uma empresária com atitude de jornalista".